# Jon Hall (aktor)

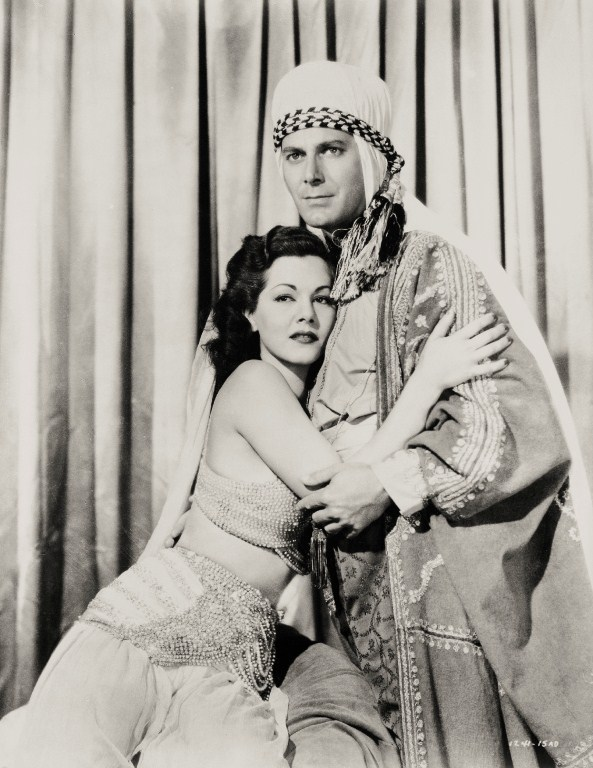
Jon Hall i Maria Montez w scenie z filmu Arabian Nights (1942)

Jon Hall (ur. 23 lutego 1915, zm. 13 grudnia 1979) – amerykański aktor filmowy.

## Biografia[1]
Urodził się jako Charles Felix Locher we Fresno w USA. Był synem aktora Felixa Lochera oraz siostrzeńcem pisarza Jamesa Normana Halla. Karierę aktorską rozpoczął w 1935 roku od drobnych ról filmowych. Pierwszym znaczącym sukcesem była rola w filmie Huragan w 1937 roku.
Po podpisaniu umowy z wytwórnią filmową Universal Pictures zdobył dużą popularność grywając w wyprodukowanych przez tę wytwórnię filmach przygodowych, takich jak Arabian Nights (1942), White Savage (1943), Ali Baba i czterdziestu rozbójników (1944), Cobra Woman (1944), Gypsy Wildcat (1944) oraz Sudan (1945). Ponadto wystąpił w dwóch filmach o niewidzialnym człowieku: Niewidzialny agent (1942) oraz Zemsta niewidzialnego człowieka (1944).
W późniejszym okresie występował w serialu tv Ramar of the Jungle (1952–54). W 1965 roku wyreżyserował i zagrał główną rolę w filmie grozy Plażowiczki i potwór.
Od lutego 1979 roku Hall mieszkał w domu swojej siostry w North Hollywood. Pod koniec życia chorował na raka pęcherza. Mimo bolesnej chemioterapii lekarze nie dawali wielkiej nadziei na wyleczenie. 13 grudnia 1979 roku, aktor popełnił samobójstwo, strzelając sobie w głowę z pistoletu.
Hall był żonaty z piosenkarką Frances Langford w latach 1934–1955, jednak małżeństwo zakończyło się rozwodem. Jego drugą żoną była aktorka Raquel Torres, z którą Hall dwukrotnie się żenił i dwa razy rozwodził.

## Filmografia wybrana[2]
- 1937: Huragan (The Hurricane)
- 1942: Arabian Nights
- 1942: Niewidzialny agent (Invisible Agent)
- 1943: White Savage
- 1944: Ali Baba i czterdziestu rozbójników (Ali Baba and the Forty Thieves)
- 1944: Zemsta niewidzialnego człowieka (The Invisible Man's Revenge)
- 1944: Cobra Woman
- 1944: San Diego I Love You
- 1944: Gypsy Wildcat
- 1945: Sudan
- 1949: Deputy Marshal
- 1952–1954: Ramar of the Jungle
- 1965: Plażowiczki i potwór (The Beach Girls and the Monster)